# قلعه‌جوق سفلی
قلعه‌جوق سفلی یکی از روستاهای استان آذربایجان شرقی است که در دهستان سهندآباد بخش تیکمه‌داش شهرستان بستان‌آباد واقع شده‌است.این روستا ۷۵ نفر جمعیت دارد.